# Tour del Porvenir 1961
La 1.ª edición del Tour del Porvenir (nombre oficial en francés: Tour de l'Avenir) fue una carrera de ciclismo en ruta por etapas francesa que se celebró entre el 2 y el 16 de julio de 1961 con inicio en Saint-Étienne y final en París sobre una distancia total de 2209 kilómetros.
La carrera fue ganada por Guido De Rosso del equipo nacional de la Italia. El podio lo completaron el ciclista Francisco Gabica del equipo nacional de España y Albert van D'Huynslager del equipo nacional de Bélgica.

## Equipos participantes
Tomaron parte en la carrera 16 equipos nacionales amateurs de 8 corredores cada uno, entre los que se encuentra un equipo mixto de países de Escandinavia:
| Equipos nacionales amateur (15) - Alemania Occidental - Bélgica - Canadá - España - Francia - Reino Unido - Italia - Luxemburgo - Marruecos - Países Bajos - Polonia - Portugal - Suiza - Uruguay - Yugoslavia Equipo mixto amateur - Escandinavia |  |
| |  |

## Etapas
| Etapa      | Fecha     | Recorrido                       | Distancia (km) | Ganador             | Líder               |
| ---------- | --------- | ------------------------------- | -------------- | ------------------- | ------------------- |
| 1.ª etapa  | 2 de jul  | Saint-Étienne – Saint-Étienne   | 145,5          | Jean-Claude Lebaube | Jean-Claude Lebaube |
| 2.ª etapa  | 3 de jul  | Bourg-Argental – Grenoble       | 146,5          | Alan Ramsbottom     | Alan Ramsbottom     |
| 3.ª etapa  | 4 de jul  | Saint-Jean-de-Maurienne – Turín | 151,5          | Emilio Cruz Díaz    | Francisco Gabica    |
| 4.ª etapa  | 5 de jul  | Lurisia – Antibes               | 168,5          | Rogelio Hernández   | Francisco Gabica    |
| 5.ª etapa  | 6 de jul  | Antibes – Aix-en-Provence       | 199            | Guido De Rosso      | Francisco Gabica    |
| 6.ª etapa  | 8 de jul  | Montpellier – Montpellier       | 151            | Giorgio Zancanaro   | Francisco Gabica    |
| 7.ª etapa  | 9 de jul  | Montpellier – Perpiñán          | 174            | Giovanni Santini    | Francisco Gabica    |
| 8.ª etapa  | 10 de jul | Perpiñán – Toulouse             | 206            | Gilberto Vendemiati | Francisco Gabica    |
| 9.ª etapa  | 11 de jul | Saint-Gaudens – Superbagnères   | 150,5          | Guido De Rosso      | Guido De Rosso      |
| 10.ª etapa | 12 de jul | Bagnères-de-Bigorre – Pau       | 150            | Bruno Fantinato     | Guido De Rosso      |
| 11.ª etapa | 13 de jul | Mont-de-Marsan – Bordeaux       | 129,5          | Antoine Steyaert    | Guido De Rosso      |
| 12.ª etapa | 14 de jul | Limoges – Limoges               | 42             | Erwin Jaisli        | Guido De Rosso      |
| 13.ª etapa | 15 de jul | Limoges – Tours                 | 204            | Jan Janssen         | Guido De Rosso      |
| 14.ª etapa | 16 de jul | Blois – París                   | 191            | Sylvain Henckaerts  | Guido De Rosso      |

## Clasificaciones finales
Las clasificaciones finalizaron de la siguiente forma:

### Clasificación general
| Clasificación general |                           |                     |                  |
| Ciclista              | Ciclista                  | Equipo              | Tiempo           |
| --------------------- | ------------------------- | ------------------- | ---------------- |
| 1.º                   | Guido De Rosso            | Italia              | 59 h 58 min 23 s |
| 2.º                   | Francisco Gabica          | España              | + 38 s           |
| 3.º                   | Albert van D'Huynslager   | Bélgica             | + 10 min 04 s    |
| 4.º                   | Karl-Heinz Kunde          | Alemania Occidental | + 11 min 03 s    |
| 5.º                   | Ivan Levačić              | Yugoslavia          | + 11 min 57 s    |
| 6.º                   | Alban Cauvet              | Francia             | + 13 min 46 s    |
| 7.º                   | Emilio Cruz Díaz          | España              | + 13 min 51 s    |
| 8.º                   | Erwin Jaisli              | Suiza               | + 15 min 03 s    |
| 9.º                   | Jan Janssen               | Países Bajos        | + 15 min 30 s    |
| 10.º                  | José Carlos Cardoso Sousa | Portugal            | + 16 min 10 s    |

### Clasificación de la montaña
| Clasificación de la montaña |                   |                   |        |
| Ciclista                    | Ciclista          | Equipo            | Puntos |
| --------------------------- | ----------------- | ----------------- | ------ |
| 1.º                         | Giorgio Zancanaro | Italia            | 41     |
| 2.º                         | Bernard Beaufrère | Francia           | 37     |
| 3.º                         | Karl-Heinz Kunde  | Alemania Oriental | 33     |
| 3.º                         | Victor Desmeth    | Bélgica           | 33     |
| 4.º                         | Francisco Gabica  | España            | 28     |

### Clasificación por equipos
| Clasificación por equipos |         |        |
| Equipo                    | Equipo  | Tiempo |
| ------------------------- | ------- | ------ |
| 1.º                       | España  |        |
| 2.º                       | Italia  |        |
| 3.º                       | Bélgica |        |